# Dušan Spáčil
Dušan Spáčil resp. Dušan M. Spáčil (7. února 1956, Praha) je český novinář, publicista, spisovatel, básník, autor hudebních textů a reportážních knih.

## Život

### Studia a práce pro periodika
Dušan Spáčil se narodil 7. února 1956 v Praze. Po absolvování Fakulty žurnalistiky Univerzity Karlovy působil více než třicet let coby redaktor a reportér. Jeho publicistické výstupy (rozhovory a reportáže) byly tištěny (krom jiného) v následujících časopisech: MF Plus, Květy, Mladý svět, Blesk magazín, Xantypa, Reportér a Svět v obrazech a v denících: E15 a MF Dnes. Také psal pro pražský deník Večerní Prahu a pro Interview a Story.

### Svět v obrazech
Významnou epizodou v životě Dušana Spáčila byla práce ve Světě v obrazech, kde působil jako reportér. S blokem a fotoaparátem v ruce projel mimo jiné Uzbekistán, kde společně s fotoreportérem Lukášem Volkem pořídili unikátní reportáž o vysychajícím Aralském jezeře. Pozoruhodná byla i výprava s fotoreportérem Olegem Homolou ml. na Kamčatku a plavba na Beringův ostrov. S Olegem Homolou, který je také hudebníkem, spolupracoval Dušan Spáčil (přibližně v letech 1988 až 2007) na textech písní určených pro folkovou skupinu OPO (Olegovo pozdní odpoledne) a její interprety Marii Brůnovou a Olega Homolu. Některé texty Dušana Spáčila zpívá i česká zpěvačka Irena Budweiserová a česká kytaristka a šansoniérka Věra Wajsarová.

### Podnikání
Počátkem roku 1999 začali realizovat Dušan Spáčil a Kamil Miketa projekt tiskové agentury Korzo.cz, která měl být zaměřena na novinky ze společnosti. Finanční prostředky na založení Korza poskytla firma Vogel Publishing (pozdější Vogel Burda Communications), která držela jako investor i většinový podíl v agentuře a která poskytla nejen prostory vhodné k podnikání, ale i kancelářské vybavení včetně počítačů. Korzo zahájilo svoji činnost 30. listopadu 2000. Jednatelem firmy byl nejdříve jeden ze společníků ing. Pavel Filipovič a dalšími společníky pak byli Mgr. Dušan Spáčil (ředitel), Kamil Miketa, Jaroslav Šerák a Martin Paták. Na tiskovou agenturu Korzo.cz byl napojen i autonomní virtuální internetový večerník Korzo, jehož působení bylo krátké a byl zanedlouho zrušen.
Projekt cílil na zábavné čtení o populárních osobnostech (V.I.P.) nebo o lidech se zajímavými osudy (lékaři, vědci, dobrodruhové, mágové a čarodějnice), kteří měli být tímto způsobem pro veřejnost „objeveni“. (V roce 2010 byl plněn obsah agenturního servisu Korza především zpravodajstvím o českých a zahraničních celebritách, zajímavostmi, kuriozitami a články o zdraví a životním stylu.)
Vogel Burda Communications jakožto většinový vlastník tiskové agentury Korzo opustil projekt v roce 2003 a jeho 70procentní podíl odkoupil Kamil Miketa. Dne 16. června 2003 se stal jediným vlastníkem tiskové agentury Korzo Kamil Miketa poté, co vyplatil ostatní společníky firmy. A bylo to právě v roce 2003, kdy z Korza odešel i Dušan Spáčil.
Od roku 2014 je Dušan Spáčil aktivní nejen jako novinář, ale i jako nakladatel. V Nakladatelství Bondy s.r.o. působil nejprve ve funkci jednatele, od roku 2015 je provozním ředitelem.

## Tvorba
Dušan Spáčil je autorem několika básnických sbírek a publicistických knih. Dušan Spáčil se také podílel na několika titulech, které se zabývají událostmi kolem sametové revoluce v Československu v roce 1989 a osvětlují je z různých úhlů pohledu. Průřezem politickým spektrem před volbami v roce 1992 v Československu se zabývá Spáčilova útlá brožura Kdo je za tím? vydaná v roce 1992, která je doplněna fotografiemi Olega Homoly mladšího. Svou poezii Dušan Spáčil publikoval nejprve časopisecky. Poté postupně vydal řadu básnických knih. Moderuje (s Luborem Falteiskem) pódiový literární pořad Slova mají křídla. Za svou básnickou tvorbu obdržel alternativní Mobelovu cenu (za rok 2021).

### Rodina
Manželkou Dušana Spáčila je česká filmová a televizní kritička Mirka Spáčilová. Jejich dcera Tereza Spáčilová vystudovala filmovou vědu; je novinářka (filmová a televizní kritička), dramaturgyně a scenáristka.

### Básnické sbírky
- SPÁČIL, Dušan. Krajina vláčků Piko. Praha: Mladá fronta, 2006. 93 stran; ISBN 80-204-1399-5.
- SPÁČIL, Dušan. Přebytečný anděl. V Řitce: Daranus, 2008. 64 stran ISBN 978-80-86983-63-9.
- SPÁČIL, Dušan. Hvězdné války. Praha: BVD, 2013. [62] stran; ISBN 978-80-87090-78-7.
- SPÁČIL, Dušan. Neználek a Daidalos. Nakladatelství Hluboš: Zdenka Brožová, Periskop, 2016, ©2016. 63 nečíslovaných stran. Báseň na sobotu; svazek 31.; ISBN 978-80-87077-36-8.
- SPÁČIL, Dušan. Pokud se střelím do spánku. Praha: Mladá fronta, 2018. 55 nečíslovaných stran. ISBN 978-80-204-4853-8.
- SPÁČIL, Dušan. Existenciální kakao. [Řitka]: Čas, 2020, ©2020. 72 nečíslovaných stran. ISBN 978-80-7475-325-1.

### Publicistické knihy
- SPÁČIL, Dušan. Kdo je za tím?. 1. vydání; Praha: Nezávislý novinář (VI), 1992. 88 stran; ISBN 80-901196-4-6.
- SPÁČIL, Dušan a kol. Viděno deseti: rozhodující události mocenského zvratu v roce 1989 očima klíčových osobností z obou stran politického spektra: Fojtík, Jakeš, Krejčí, Štěpán, Vacek - Kocáb, Kantor, Dienstbier, Bratinka, Komárek. Vydání 1. Praha: Bondy, 2009. 199 stran; ISBN 978-80-904471-1-0.
- SÝS, Karel a SPÁČIL, Dušan. Záhady 17. listopadu: Devátý, Hegenbart, Jičínský, Nevařil, Ruml, Sedlák, Uhl, Urbánek: svědectví po 21 letech. 1. vydání Praha: BVD, 2010. 221 stran; ISBN 978-80-87090-42-8.
- SPÁČIL, Dušan a ČECHOVÁ, Kateřina. Jak praskaly švy: rozpad společného státu nejen očima aktérů. Řitka: Čas, 2011. 218 stran, [8] stran obrazových příloh; Český čas; svazek 1; ISBN 978-80-87470-45-9.

### Různé
Dušan Spáčil je spoluautorem (s Dagmar Morenovou) dětské knížky o psech (Každý pes jiná ves) a „dialogové“ knihy s herečkou Hanou Brejchovou (Lásky té plavovlásky).Autorizovanou knižní biografii vytvořil také pro zpěvačku Naďu Urbánkovou, zpěváka a producenta Michala Davida a hudebníka a producenta Karla Vágnera.
- MORENOVÁ, Dagmar a SPÁČIL, Dušan. Každý pes jiná ves Vydání 1. Praha: Littera Bohemica, 1996. 127 stran; ISBN 80-85916-07-X.
- BREJCHOVÁ, Hana a SPÁČIL, Dušan. Lásky té plavovlásky: Hana Brejchová o sobě a jiných. [Český Těšín]: Gabi, 1994. 157 stran; ISBN 80-85767-94-5.
- URBÁNKOVÁ, Naďa a SPÁČIL, Dušan . A příště lépe. Praha, Bondy , 208 stran. 2011, ISBN 978-8090447-18-9
- DAVID, Michal, PŠENICOVÁ, Zuzana a SPÁČIL, Dušan Život nonstop. Praha: Daranus, 2008; ISBN 978-80-86983-54-7
- VÁGNER, Karel, SPÁČIL, Dušan a FORMÁČKOVÁ, Marie, Nerad prohrávám, ale umím i to Praha: Bondy, 2014 ISBN 978-80-905866-6-6